# Кирил Цветков
Кирил Радев Цветков е български офицер, генерал-лейтенант. Началник на Главния щаб на Сухопътните войски на България

## Биография
Роден е на 11 септември 1947 г. в София. Завършва средното си образование в Техникума по каучук и пластмаси в родния си град. През 1965 г. постъпва във ВНВУ „Васил Левски“ в гр. Велико Търново, профил химически войски и го завършва през 1968 г. с отличен успех като първенец на профила. Военен инженер-химик. Последователно заема младши командни длъжности в Първи армейски батальон за химическа защита, дислоциран в гр. София и Дупница и през 1973 г. е назначен на длъжност в Разчетно-аналитичната станция на първа българска армия. Задочно завършва висшето си образование като инженер по органичен синтез. Постъпва през 1977 г. във Военната академия за химическа защита в гр. Москва, СССР и я завършва през 1980 г. със златен медал.
След завършване на академията работи като началник на химическа служба в девета танкова бригада. През 1982 г. е назначен за старши помощник в отдел „Химически войски“ на Първа българска армия. От 1985 до 1986 г. е в Управление „Химически войски“ към Командването на Сухопътните войски. През 1986 г., вече майор, постъпва във Военната академия на Генералния щаб на СССР и я завършва през 1988 г. с отличие. Присвоено му е звание подполковник.
Назначен е за началник на щаба на Управление „Химически войски“ в Командването на Сухопътните войски на Българската армия и от 1989 г. е началник на управлението. Той е най-младия началник на бойно управление в командването на войските. През 1991 г. му е присвоено звание полковник, а през 1996 г. е произведен в звание „генерал-майор“. Създава Концепцията за многоцелево използване на Химически войски в операцията и боя, която послужва за реорганизиране на войските в съответствие с измененията в науката за водене на съвременните войни, без използване на оръжия за масово поразяване. На 3 май 1996 г. е удостоен със звание генерал-майор. На 26 юни 1996 г. е назначен за началник на управление „Химически войски“. На 1 септември 1997 г. е освободен от длъжността началник на управление „Химически войски“ в Главния щаб на Сухопътните войски и назначен за началник на Оперативното управление в Главния щаб на Сухопътните войски. Под негово ръководство се разработват всички важни оперативни документи и структурите на Сухопътните войски на България. На 25 февруари 2000 г. е освободен от длъжността началник на Оперативното управление на Главния щаб на Сухопътните войски и назначен за началник на управление „Планиране на отбраната и въоръжените сили“ на Генералния щаб на Българската армия. На 7 юли 2000 г. е удостоен с висше военно звание генерал-майор.
На 7 май 2001 г. е освободен от длъжността началник на управление „Планиране на отбраната и въоръжените сили“ на Генералния щаб на Българската армия и назначен за началник на Главния щаб на Сухопътните войски. На 26 април 2002 г. е удостоен с висше военно звание генерал-лейтенант. На 25 април 2003 г. е освободен от длъжността началник на Главния щаб на Сухопътните войски.
Излизайки от редовна военна служба генерал-лейтенант Кирил Цветков се занимава с обществена дейност. Създава през 2005 г. Асоциацията на Сухопътните войски на България като сдружение с дейност в обществена полза и е негов председател. Бил е и председател на Асоциацията за подпомагане на населението и защита на околната среда при природни бедствия „Свети Иван Рилски“ до нейното закриване и вливане в Асоциацията на Сухопътните войски на България през 2009 г. През 2012 г. е избран от военнопатриотичните организации в България за председател на Обществения съвет по въпросите на отбраната. Занимава се и редакторска и писателска дейност. Ръководи разработването и издаването на поредиците от книги: „Алманах на Сухопътните войски на България“, История на Сухопътните войски на България и Българска Военноисторическа Енциклопедия и сам разработва отделни издания и глави от тях. Автор е на книгата „Под сянката на промените и пагона“ наричана от съвременниците му Библията на прехода. Автор е на десетки статии, анализи и експертизи, ползвани от различните управленчески екипи в България.
Генерал-лейтенант Кирил Цветков е награждаван с много ордени и медали между които и с „Вярна служба под знамената“-Първа и Втора степен. Включен е в списъка на бележитите българи на съвременността. Женен за Иванка Господинова Цветкова. Има дъщеря и син.

## Военни звания
- Лейтенант (1968)
- Старши лейтенант
- Капитан
- Майор (1986)
- Подполковник (1988)
- Полковник (1991)
- Генерал-майор с 1 звезда (3 май 1996)
- Генерал-майор с 2 звезди (7 юли 2000)
- Генерал-лейтенант (6 април 2002)